# 桂木文
桂木 文（かつらぎ あや、1960年〈昭和35年〉12月16日 - ）は、日本の女優、元アイドル。本名：蟹江 文（かにえ あや）。
愛知県名古屋市出身。 血液型はO型。オー・エンタープライズに所属していた。身長159.8cm、体重50kg。B79.4cm、W58.5cm、H90cm。 

## 来歴・人物
父は日本人、母は日本とインドのハーフ。愛知県立松蔭高等学校から東京都立代々木高等学校へ転校し卒業。
郷ひろみの恋人役に4万人の中から選ばれた。
1978年にTBS系テレビドラマ『ムー一族』に出演し芸能界デビュー。同年、さだまさし作詞・作曲による『短篇小説』（b/w『前略、ごめん』 - 同じく、さだの作品）で歌手デビューを果たす｡1980年にはフジテレビ系列のテレビドラマ『翔んだカップル』でヒロインの山葉圭役を演じて人気を博し、翌1981年にはファースト写真集でヌードを披露して注目を浴びた。
1985年、落語家の林家しん平と結婚したが、わずか7カ月で離婚。離婚会見ではなぜかしん平の師匠林家三平のおかみ海老名香葉子も同席し「ぬいぐるみを抱いて寝るような女とギンギンの男がうまく行くわけがない」と語ったが、桂木からは具体的理由の説明はなかった。
離婚後も多数のドラマに出演していたが、2002年以降からは活動の形跡がない。

## 主な出演

### テレビドラマ
- TBS水曜劇場「櫻の歌」（1978年、TBS）
- ムー一族（1978年、TBS） - 里中マチコ 役
- 翔んだカップル（1980年、フジテレビ） - 山葉圭 役
- 火曜劇場 愛と死の絶唱（1979年、日本テレビ）
- ただいま放課後 第1シリーズ（1980年、フジテレビ）
- 銭形平次 （フジテレビ / 東映）  - おくみ 役
  - 第736話「闇の商人」～第851話「赤ん坊すりかえ事件」（1980年 - 1983年）
- 木曜ゴールデンドラマ 「新春歌謡ドラマ 五木ひろしの母恋鴉」（1981年、よみうりテレビ）
- 幻之介世直し帖 第20話「ここが思案の敵討ち」（1981年、日本テレビ）
- 赤かぶ検事奮戦記II（1981年～1982年、朝日放送） - 喫茶店のウェイトレス・あや 役
- 新必殺仕事人 第30話「主水御用納めする」（1981年、朝日放送） - およめ 役
- おにいちゃん 第3話（1982年、TBS）
- ザ・ハングマンII 第3話「女学院が喰らう大学理事長」（1982年、朝日放送） - 水野杏子 役
- 月曜ドラマランド（フジテレビ）
  - 「とことんトシコ」（1983年）
  - 「心はロンリー気持ちは「…」」（1984年）
  - 「いたずらエンジェル おじゃ魔天使」（1985年）
- 必殺仕事人IV 第40話「主水 世にも不思議な朝顔を作る」（1984年、朝日放送） -  お雪 役
- ザ・ハングマン4 第8話「帰ってきたマリアをナイフが襲う!」（1984年、 朝日放送） - 服部良子 役
- 月曜ワイド劇場「美しい女医の診察室III 暴いた人妻の過去」（1985年、テレビ朝日）
- 金曜女のドラマスペシャル「有吉佐和子の乱舞」（1985年、フジテレビ）
- 年末時代劇スペシャル「忠臣蔵」（1985年、日本テレビ）
- 誇りの報酬 第37話「天草灘に落日を追え!」（1986年、日本テレビ / 東宝） - まゆみ 役
- 西田敏行の泣いてたまるか 第6話「こちら突撃リポーター」（1986年、TBS）
- 大河ドラマ （NHK総合）
  - 独眼竜政宗（1987年） - こほ（豊臣家の侍女） 役
  - 花の乱（1994年） - 女房 役
- アリエスの乙女たち（1987年、フジテレビ / 大映テレビ）  - 由香 役
- 夏樹静子サスペンス「結婚しない 不倫殺人への復讐女の戦い」（1987年、関西テレビ） - OL 吉実 役
- 追いかけて幸せ（1988年、CBCテレビ）
- 隠密・奥の細道 第16話「公儀隠密 お蝶が惚れた」（1988年、テレビ東京）
- こまらせないで!（1989年、フジテレビ）
- ドラマ23「私をゴルフに連れてって」（1989年、TBS） - 社長の娘 靖子 役
- 翔んでる!平賀源内 第4話（1989年、TBS）- 小袖 役
- 長七郎江戸日記 第2シリーズ 第52話「闇を斬る女医者」（1989年6月6日、日本テレビ / ユニオン映画） - 村岡弥生 役
- DRAMADOS「幽霊電話」（1991年、関西テレビ）
- 土曜ワイド劇場「金沢発11時49分七尾線の女」（1991年、テレビ朝日）
- 世にも奇妙な物語 『黒魔術』（1991年2月14日、フジテレビ） - 課長の妻 役
- 刑事貴族（日本テレビ / 東宝）
  - 第1シリーズ 第34話「あの日に帰りたい」（1991年）
  - 第3シリーズ 第15話「愛のためらい」（1992年）
- 火曜サスペンス劇場 情事の背景・地方紙に投書した主婦が謎の死!（1992年、日本テレビ）
- さすらい刑事旅情編V 第21話「関門海峡の女・移動した死体」（1993年、テレビ朝日 / 東映）
- 映画みたいな恋したい「個人教授」（1993年、テレビ東京）
- 江戸を斬るVIII 第3話「悪が群がる地獄島」（1994年、TBS） - お久 役
- 新春ドラマ特別企画「ボクの町医者修業 間違ってませんか?あなたの医者選び・3代目ドクター奮闘記」（1995年、TBS）
- 風の刑事・東京発! 第1話「風間大輔、東京駅に着任す・函館行き!誘拐旅行の女」（1995年、テレビ朝日 / 東映） - 篠田夏子 役
- 花王 愛の劇場「39歳の秋」（1998年、TBS） - 由利 役
- 金曜エンタテイメント 「温泉名物女将!湯の町事件簿2」（2002年、フジテレビ） - 史恵 役

### バラエティ番組
- ゲラゲラ45（テレビ朝日）

### ラジオ番組
- 愉快なロードマップ（FM東京）[1]

### 映画
- 死霊の罠（1988年5月14日、ジョイパックフィルム）- 雅子 役
- 帝都大戦（1989年9月15日、東宝）- 純子 役
- スキンレスナイト（1991年4月6日）- 神保依子 役

### オリジナルビデオ
- プリティ・ボディ フランケンシュタインの恋（1988年）
- 巨乳ハンター（1990年）
- スキンレスナイト（1991年）
- 任侠株式会社 会社の作り方教えます（1994年）
- 元祖パチンコ物語 駅前戦争（1994年）
- 味見師竜馬 性のソムリエ（1996年）

## 写真集
- ひと粒（1981年、ワニブックス）
- ひとりぼっちのコンチェルト（1982年、ワニブックス）
- やすらぎ（1990年、ビッグマン）
- for you（1993年、竹書房）

## 映像作品
- リコレクション（笠倉出版社）
- 愛しい女（キティ・エンタープライズ）

## ディスコグラフィ

### シングル
- 短篇小説（さだまさし作詞・作曲）／「前略、ごめん」（さだまさし作詞・作曲）（1978年7月25日発売）
- 目覚めの午後（諸星団作詞・作曲）／レインレイン（森雪之丞作詞、くぎ哲朗作曲）（1979年5月発売）
- 19才（さだまさし作詞・作曲） ／冬物語（有馬三恵子作詞、筒美京平作曲）（1979年10月発売）

### アルバム
- ひとりぼっちのコンチェルト（1982年11月5日発売）